# Basias
Pour les articles homonymes, voir IHR.
BASIAS est l'acronyme de « Base de données des anciens sites industriels et activités de services ». C'est une base de données française diffusée publiquement depuis 1999. Elle rassemble les données issues des inventaires historiques régionaux (IHR) qui recensaient des sites ayant pu mettre en œuvre des substances polluantes pour les sols et les nappes en France. L'inscription d'un site dans Basias ne préjuge pas de la présence ou non d'une pollution des sols : les sites inscrits ne sont pas nécessairement pollués, mais les activités s'y étant déroulées ont pu donner lieu à la présence de polluants dans le sol et les eaux souterraines.
L'ancienne base Basol  répertoriait quant à elle les sites et sols pollués, ou potentiellement pollués, appelant une action des pouvoirs publics, à titre préventif ou curatif.
La base Basias était consultable en libre accès sur le site georisques.gouv.fr. Elle était renseignée et maintenue par le BRGM pour le compte du ministère chargé de l'Environnement.
Depuis octobre 2021, le système d'information géographique constitué par la CASIAS, carte des Anciens Sites Industriels et Activités de Services, a inclus les sites répertoriés dans BASIAS. Il est publiquement et gratuitement accessible via le portail gouvernemental Géorisques.
Cet outil recense le passé industriel sur l'ensemble du territoire français, pour conserver la mémoire des activités industrielles qui s'y sont déroulées et informer de la population. Consulter Casias peut aider les acteurs de l'aménagement à reconquérir l'espace laissé vacant à l'issue d'une cessation d'activités industrielles, dans le respect de la protection de la population et de l'environnement.

## Historique
Selon Géorisque, la France a été l'un des premiers pays européens à effectuer l'inventaire de ses sites industriels (en activité ou non), démarche qui s'est accompagnée de la création de la base de données nationale Basias.

### Les inventaires historiques régionaux (IHR)
La circulaire ministérielle du 3 décembre 1993 (abrogée), à l'origine de la réalisation des inventaires historiques régionaux (IHR) visait à 
- « Prévenir afin que les sites en activité ne soient pas source d'une pollution des sols ; »
- « Traiter les sites pollués selon leurs usages, dans l'intention d'assurer la protection de l'homme et de l'environnement ; »
- « Conserver la mémoire des sites pollués, ou susceptibles de l'être, et ainsi permettre aux professionnels et aux particuliers de faire des études préalables et des travaux nécessaires si le terrain présente un quelconque risque, avant de débuter leurs projets. »
L'inventaire historique régional (IHR) était une démarche nationale déclinée par région et réalisée à l'échelle départementale.
Entamé en 1994 et cadré par une circulaire ministérielle du 3 décembre 1993, il a été confirmés par la loi en 2001. Il a été réalisé pour toutes les régions françaises, piloté par un comité composé des financeurs de l'inventaire (selon les régions : agence de l'eau, ADEME, BRGM, conseil régional, agglomération, préfecture, ministère…) définissant le cadre de l'opération, et adaptant la méthodologie régionale d'inventaire, en fonction des spécificités du département concerné. Les informations constituant cet inventaire ont été pour l'essentiel recueillies au sein des archives administratives (communales, départementales et préfectorales), ou encore sur les cartes topographiques produites par l'Institut national de l'information géographique et forestière (IGN).
Cette démarche, liée à la politique nationale de gestion des sites et sols pollués, est menée en référence au Titre 1er du Livre V du code de l'environnement relatif aux installations classées, précédemment dans le cadre de la loi no 76-663 du 19 juillet 1976 sur les installations classées. Initialement, la réalisation de cette base s'inscrivait dans les trois axes d'action indiqués dans la circulaire ministérielle du 13 décembre 1993 : Recenser, Sélectionner, Traiter.
Pour améliorer la précision de la localisation des sites recensés dans les IHR à l'échelle cadastrale, certaines collectivités locales ont engagé un inventaire historique urbain (IHU) en recalant le contour de l'emprise des sites sur le parcellaire cadastral. Pour assurer la conservation et la diffusion de ces informations, les résultats des inventaires historiques régionaux sont stockés et enregistrés dans la base de données Basias.

### Création de Basias
Compte tenu des finalités affichées, Basias a reçu un avis favorable de la Commission nationale de l'informatique et des libertés (CNIL) en septembre 1998.
Sa création et ses principes d'utilisation sont définis par l'arrêté ministériel du 10 décembre 1998  publié le 16 avril 1999, ainsi que dans deux circulaires ministérielles, en date du 26 avril 1999, adressées aux Préfets et aux directeurs régionaux de l'environnement, de l'aménagement et du logement (DREAL). Son arrêté de création précise que « Les informations recueillies à partir de la banque de données ne doivent pas être utilisées à des fins de démarchage commercial ».
En 2016, le BRGM a intégré la base Basias à la plateforme Georisques.

## Objectifs de Basias
Le BRGM a été mandaté par le ministère chargé de l'Environnement pour ses compétences dans les domaines de l'eau, du sous-sol, de l'environnement et des bases des données pour :
- réaliser les inventaires historiques régionaux (IHR) des sites industriels (en activité ou non) ;
- créer et gérer la base de données Basias avec les données recueillies au cours des IHR, IHU ;
- afficher gratuitement sur internet les données bancarisées.

Les principaux objectifs de Basias sont :
- recenser, de façon large et systématique, tous les sites industriels abandonnés ou non, susceptibles d'engendrer une pollution du sol et du sous-sol, notamment des nappes d'eau souterraines au droit du site ;
- conserver la mémoire de ces sites ;
- Fournir des informations utiles aux acteurs de l'urbanisme, du foncier et de la protection de l'environnement.

La consultation de la base de données est possible sous forme de liste de sites par commune(ou par département), et par représentation cartographique.
Le retour d'expérience montre que les utilisateurs les plus fréquents de Basias sont : les notaires, les propriétaires ou exploitants des sites, les futurs acquéreurs (ou personnes impliquées dans toute transaction foncière), les bureaux d'études, les services déconcentrés de l'État comme les DREAL et la DRIEE, les acteurs de la planification urbaine (collectivités territoriales) et les associations de protection de l'environnement. Le suivi statistique des utilisations de Géorisques fait état d'environ 2 000 000 consultations de la rubrique Basias pour l'année 2017, ce qui représente environ 3621 vues uniques par jour.
Par ailleurs, depuis 2015, en application du IV de l'article L. 125-6 et conformément à l'article R125-48 (pour l'application du IV de l'article L. 125-6 du code de l'environnement), les données de Basias constituent la carte des anciens sites industriels et activités de services (CASIAS) que l'État a l'obligation de mettre à disposition du public.

## Contenu de la base

### Sites industriels renseignés sur Basias
La base Basias recense les sites industriels et activités de service, en activité ou non, sans préjuger d'une éventuelle pollution à leur endroit. Fin 2018, cette base de données comporte plus de 340 000 sites industriels consultables sur le site internet de diffusion des données de Basias.

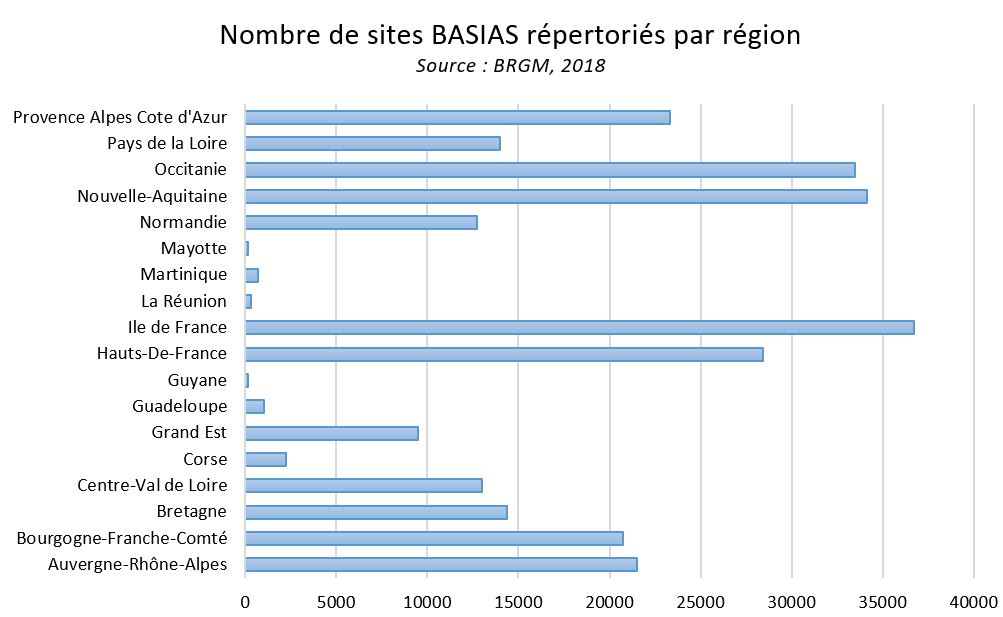
Ce diagramme représente le nombre de sites bancarisés par régions administratives. Un territoire comporte d'autant plus de sites Basias que son passé industriel est important. Sa superficie, la présence de grandes agglomérations et les conditions de réalisation de l'inventaire sont aussi des facteurs influençant ce nombre de sites. Source : BRGM, 2018.

### Types de localisation de sites Basias
En fonction des informations disponibles, les sites Basias sont géo-localisés avec différents niveaux de précision. On distingue :
- Les sites localisés par un point au centroïde du site. C'est le type de localisation le plus fréquemment rencontré dans la base de données. Ces coordonnées sont établies sur un plan IGN à l'échelle 1/25 000 à partir des documents présents dans les archives, sur la base d'une consultation de la municipalité concernée ou d'un déplacement sur le terrain pour l'acquisition de données complémentaires. La précision de ces coordonnées est donc fonction des informations recueillies et de l'échelle de travail ;
- Les sites localisés automatiquement à partir de leur adresse. Seules les communes de plus de 5 000 habitants ont pu faire l'objet d'un traitement par géolocalisation automatique (calcul des coordonnées par logiciel) à partir des adresses renseignées dans la base ;
- Les sites non localisés. Il s'agit de tous les sites référencés par la base de données pour lesquels aucune information exploitable n'a été retrouvée quant à leur localisation ou leur adresse. Ces sites sont connus pour avoir existé dans une commune, sans que l'on soit en mesure de les positionner précisément sur le territoire. Ces sites ne sont pas visualisables sur la cartographie disponible sur le site Géorisques, mais sont listés dans le tableau des sites de chaque commune.

### Fonctionnalités de consultation de la base de données
En octobre 2021, le système d'information géographique constitué par la CASIAS, carte des Anciens Sites Industriels et Activités de Services, a intégré les sites répertoriés dans BASIAS. Aujourd'hui, la CASIAS contient les anciens sites industriels et activités de service recensés sur le territoire français, repris de l'ancienne base de données BASIAS. Les données contenues dans CASIAS sont publiques et diffusées via la portail Géorisques.
La CASIAS répond à l'obligation qui est faite à l'État de publier, au regard des informations dont il dispose, une carte des anciens sites industriels et activités de services conformément à l'article L125-6 du code de l'environnement modifié par l'article 173 de la loi ALUR (loi n° 2014-366 du 24 mars 2014 pour l'accès au logement et un urbanisme rénové) et à l'article R. 125-48 introduit pour l'application du IV de l'article L. 125-6.
Le déploiement de la CASIAS s'accompagnera progressivement d'opérations de mise à jour des informations dont l'État a connaissance sur des établissements industriels et d'activités de service ayant cessé leur activité ou des sites ayant subi un évènement pouvant conduire à d'éventuelles pollutions à leur endroit (dépôts illégaux de déchets, zones impactées par un accident de transport, un incendie…).
Les données Casias sont diffusées par le portail Georisques, lequel autorise différents modes d'interrogation :
- par recherche directe via l'identifiant d'un site Casias connu et consultation de la fiche de renseignements synthétique et de la fiche détaillée ;
- par recherche sur critère géographique (par département ou commune) combinable avec des critères d'activité. En fonction du mode d'affichage choisi, ce type de recherche donne accès à une liste des sites Casias sous forme de tableau téléchargeable ou à une consultation sous forme de carte interactive.

### Rubriques d'une fiche Basias
Chaque site bancarisé donne lieu à une fiche Basias. Les principales informations que contient une fiche détaillée d'un site Basias, actuellement jointe en format pdf à la fiche Casias associée au site industriel ou d'activité de service inventorié sont :
- information sur la fiche (date de création de la fiche, date de validation des informations par les mairies ou autres services de l'État)
- identification du site (nom, raison sociale, identifiant correspondant dans d'autres bases de données) ;
- localisation du site (adresse, commune, coordonnées, précision de la localisation…) si ces informations sont connues ;
- identification des propriétaires du site et références cadastrales ;
- historique du site (liste des activités qui s'y sont succédé, état d'occupation du site) ;
- caractéristiques de l'activité pratiquée sur le site (dates, produits mis en œuvre…) ;
- utilisation et projet d'utilisation du site à la date de l'inventaire ;
- bibliographie (références des différentes sources d'information utilisées pour la rédaction de la fiche).

## Limites d'utilisation
La base de données Basias ne saurait être exhaustive, ni exempte d'imprécisions, notamment car :
- son cadrage est défini par le comité de pilotage régional des IHR (périodes couvertes par le relevé d'informations, types d'activités retenus). Les utilisateurs de Basias doivent se référer aux préambules départementaux (consultables dès lors qu'un département a été sélectionné) qui détaillent la méthodologie d'inventaire et les choix opérés pour chaque département quant aux sources de données consultées, la période concernée, les activités non retenues dans l'inventaire…
- l'accessibilité et la précision des archives consultées varient : l'archivage des informations portant sur chaque site industriel est, généralement, d'autant plus lacunaire que l'activité est ancienne. Les documents anciens peuvent contenir des informations erronées ou être incomplets, ce qui se répercute sur les données bancarisées dans Basias. C'est notamment le cas pour l'échelle graphique et la fidélité des plans consultés qui peuvent être sources d'imprécisions lors de la définition des coordonnées d'un site
- de la qualité de la saisie des informations à disposition lors des inventaires ;
- de l'obsolescence des informations : l'histoire d'un site industriel a pu connaitre des changements depuis les derniers documents archivés et depuis la date d'instruction d'une fiche Basias.
  - En effet, les données contenues dans une fiche Basias ne sont pas systématiquement actualisées.
  - De même, une activité industrielle apparaissant à une date postérieure à la date de fin de dépouillement des archives ne figure pas dans la base Basias.
  - Néanmoins, un ayant droit (exploitant, propriétaire…) peut formuler une demande argumentée de création ou de modification d'une fiche auprès des services du BRGM.

## Basol
La base de données BASOL du ministère chargé de l'environnement bancarise quant à elle recense les « sites et sols pollués ou potentiellement pollués appelant une action des pouvoirs publics, à titre préventif ou curatif ».
Lorsqu'un site Basol est géré (dépollué ou mis en sécurité au regard des usages), celui-ci est retiré de Basol est transféré vers Basias en vue de ne pas en perdre la connaissance. La dernière vague de déversement de Basol vers Basias a eu lieu en 2013.
La consultation de Basol est donc complémentaire de celle de Basias dans le cadre des études historiques dans le domaine de l'environnement et des diagnostics de sol au droit d'un site. 
En 2021, la Basol a été intégré le nouveau système d'information mis en place par le ministère chargé de l'environnement permettant la cartographie de ces sites faisant l'objet d'information de l'administration concernant une pollution suspectée ou avérée (ex-BASOL) à l'échelle de la parcelle cadastrale.

## Casias
La CASIAS succède à Basias, avec l'objectif d'aider — dans les limites des informations dont l’État a connaissance — les notaires et les détenteurs des sites, actuels ou futurs, pour toutes transactions immobilières.
Dans sa conception, sa finalité et son utilisation, CASIAS vient totalement appuyer la stratégie nationale en matière de sites pollués :
- assurer la transparence de l'information et la conservation de la mémoire ;
- faciliter aux exploitants, propriétaires et aménageurs, l'exercice de leurs responsabilités en matière de réhabilitation des sites ;
- renforcer l'action des pouvoirs publics pour faire réaliser les actions nécessaires sur les sites qui présentent des risques.

L'article L125-6 du Code de l'environnement stipule que le certificat d'urbanisme prévu à l'article L. 410-1 du code de l'urbanisme indique si le terrain est situé sur un site répertorié sur la CASIAS ou sur un ancien site industriel ou de service dont le service instructeur du certificat d'urbanisme a connaissance.
La CASIAS cartographie l'histoire des activités industrielles ou de service qui se sont succédé au cours du temps sur un territoire ; elle ne préjuge pas de la pollution effective des sols des établissements recensés.

## Complément
Le BRGM, dans le cadre de sa mission d'appui aux politiques publiques, s'est vu confier par l’État le Registre National des Déchets, Terres excavées et Sédiments (RNDTS). Ce registre répond à certaines des préconisations de la Loi anti-gaspillage pour une économie circulaire et du décret dit « Traçabilité » (en vigueur depuis le  25 mars 2021), et « qui renforce les conditions de traçabilité des déchets et des terres excavées et sédiments et prévoit de nouvelles sanctions pénales en conséquence. Il transpose dans la partie réglementaire du code de l'environnement les dispositions de la directive européenne 2018/851 du 30 mai 2018 modifiant la directive 2008/98/CE relative aux déchets. Il met en œuvre les exigences de traçabilité des déchets contaminés en polluants organiques persistants, en application du point 6 de l'article 7 du règlement (UE) 2019/1021 du Parlement européen et du Conseil du 20 juin 2019 concernant les polluants organiques persistants. Enfin, il vient en application des articles 115 et 117 de la loi n° 2020-105 du 10 février 2020 relative à la lutte contre le gaspillage et à l'économie circulaire » (Loi « anti-gaspillage pour une économie circulaire) » (AGEC) et concerne en particulier « les déchets dangereux ou des déchets POP, tout collecteur de petites quantités de ces déchets, toute personne ayant reconditionné ou transformé ces déchets et toute personne détenant des déchets dont le producteur n'est pas connu ».
Ce registre national des terres excavées et des sédiments complète, depuis début 2022, l'obligation faite aux producteurs de déchets (sauf aux ménage et à certains producteurs de déchets non dangereux) de transmettre des données au registre électronique national des déchets, dans le cadre de la dématérialisation des bordereaux de suivi de déchets, via un télé-service, et à permettre aux entreprises d'adapter leurs systèmes d'information. 

Les données à y enregistrer (en ligne/télé-service) sont de deux types :
1. données relatives aux déchets entrant/sortant des d'incinérateurs et décharges de stockage de déchets non dangereux non inertes, ainsi que les installations effectuant une sortie du statut de déchets ;
2. données de traçabilité relatives aux déchets dangereux et déchets contaminés par des polluants organiques persistants (POP) transmises par les producteurs / traiteurs / transporteurs / courtiers / négociants.

« Ces données sont transmises par les personnes produisant ou traitant des terres excavées et sédiments, y compris les personnes effectuant une opération de valorisation de terres excavées et sédiments et les personnes exploitant une installation de transit ou de regroupement de terres excavées et sédiments ». Elles constituent les registres chronologiques, définies par l'arrêté du 31 mai 2021.

#### Législation
- LOI n° 2020-105 du 10 février 2020 relative à la lutte contre le gaspillage et à l'économie circulaire (1)
- Décret n° 2021-321 du 25 mars 2021 relatif à la traçabilité des déchets, des terres excavées et des sédiments
- Arrêté du 31 mai 2021 fixant le contenu des registres déchets, terres excavées et sédiments mentionnés aux articles R. 541-43 et R. 541-43-1 du code de l'environnement
- Application Trackdéchets